# SS Eastland
SS Eastland byl americký parník, původně sloužící pro přepravu ovoce, později přestavěný na výletní loď. Po jeho převrácení v Chicagu dne 24. července 1915 zemřelo 844 lidí, z toho více než 220 Čechů. Loď si pronajala společnost Western Electric, aby své zaměstnance, většinou imigranty z Evropy, přepravila na piknik v oblasti Michiganského jezera. Ještě v přístavu na řece Chicago River, pouhých šest metrů od břehu, se ale loď po nalodění tisíců cestujících v 7.28 hodin ráno kvůli nestabilitě převrátila na bok a zůstala na bahnitém dně v hloubce šesti metrů. Většina obětí českého původu byla pohřbena na Českém národním hřbitově v Chicagu.
Důvodem k tomu, proč se loď za zcela klidného počasí převrátila, byla kromě její velké nestability dané vysokým těžištěm i nefunkčnost tzv. balastních nádrží, které měly do lodi čerpat vodu a tím zajišťovat lepší ponor.  Ani po několika letech soudních sporů nebyl nakonec žádný viník tragické nehody potrestán.
Ještě téhož roku byla loď vyzvednuta a prodána americkému námořnictvu. Byla přestavěna na dělový člun a přejmenováno na USS Wilmette. Od února 1941 byla klasifikována jako pomocné plavidlo Wilmette (IX-29). Během druhé světové války se na ní školili dělostřelci pro službu na ozbrojených obchodních lodích. Sešrotována byla roku 1947.

## Stavba a konstrukce

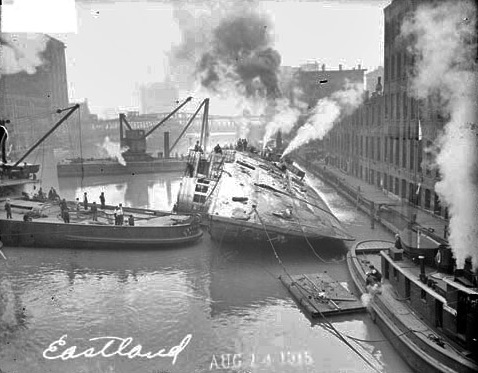
Eastland po převrácení

Eastland byl přibližně 81 metrů dlouhý, 12 metrů široký a měl ponor 6 m. Byl pokřtěn 6. května 1903. Kmotrou plavidla byla choť Davida Reida ze South Haven v Michiganu.

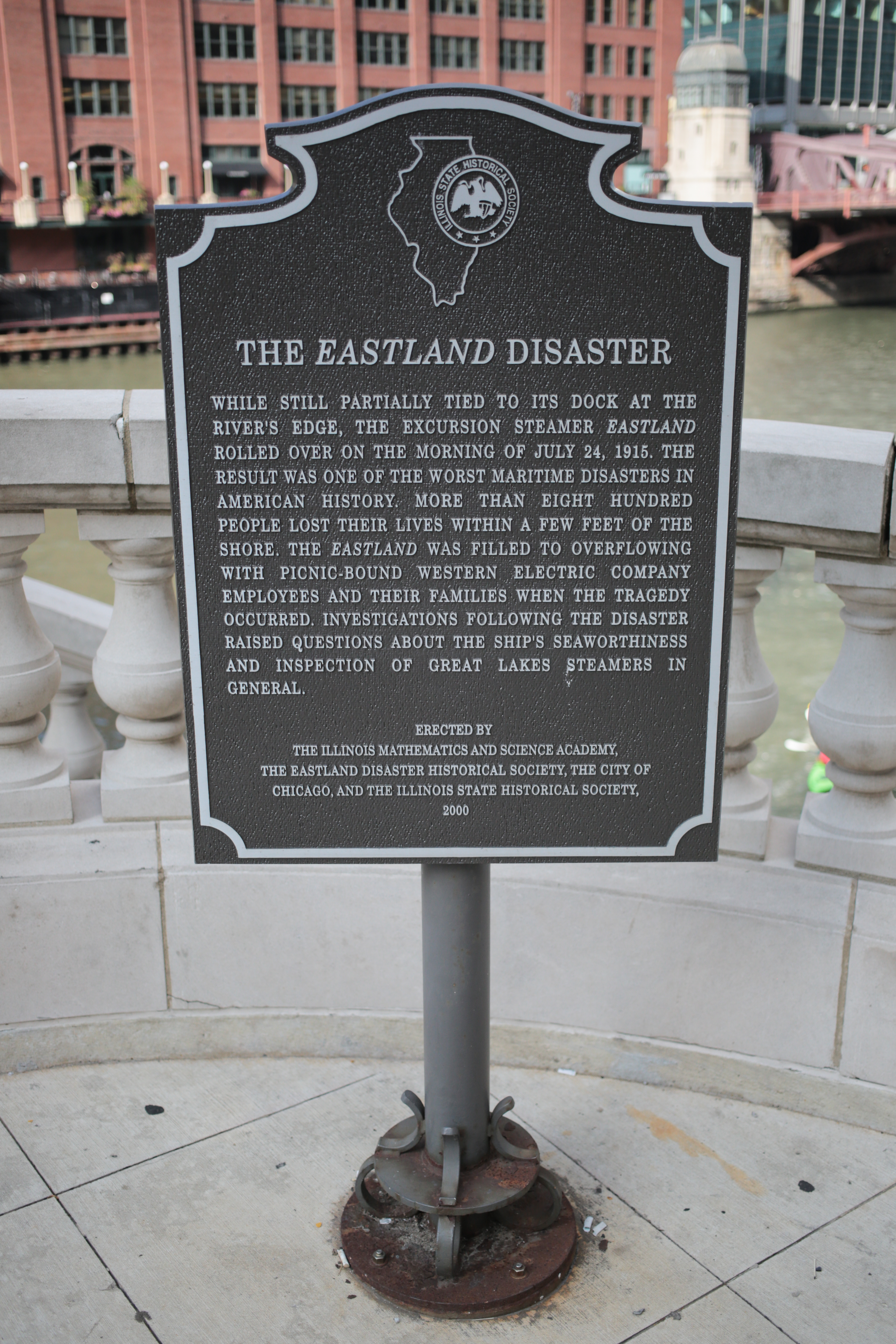
Pamětní deska na nábřeží Chicago River, instalovaná v roce 2000 v místech, kde dříve býval přístav